# Journal d'Histoire Naturelle
Journal d'Histoire Naturelle (abreviado J. Hist. Nat.) es un libro con descripciones botánicas que fue editado por el naturalista francés Jean-Baptiste Lamarck. Fue publicada en 2 volúmenes en el año 1792.